# Dvorac Bračak
Dvorac Bračak je višeslojni objekt u gradu Zaboku, zaštićeno kulturno dobro. Dvorac se nalazi u naselju Bračak.

## Opis dobra
Jednokatni dvorac tlocrtne L forme sastoji se od dva krila različitih dimenzija na čijem je vanjskom spoju poligonalna, znatno viša, kula zaključena poligonalnom plitkom kapom. Na unutarnjem spoju krila
prigrađen je stubišni volumen ravnog krova. Krovišta glavnih krila su dvostrešna. Prostorni koncept starijeg zapadnoga ujedno i glavnog krila temelji se na uobičajenoj baroknoj simetričnoj organizaciji jednokrilnog dvorca ili kurije sa središnjom glavnom prostorijom i dvije obostrane manje, u čijoj je pozadini veliko predvorje s još dvije bočne prostorije. Uže dograđeno krilo sazdano je od nekoliko prostorija duž pročelja i stražnjeg hodnika, a dvokrako stubište smješteno je na unutarnjem spoju dvaju krila. Podrumske prostorije svođene su pruskim svodovima na traverzama. Prostorije prizemlja i kata
zaključuju stropovi. Stubište također ima stropni zaključak.

## Zaštita
Pod oznakom Z-4109 zavedena je kao nepokretno kulturno dobro - pojedinačno, pravna statusa zaštićena kulturnog dobra, klasificirano kao "profana graditeljska baština".